# C-512
La C-512 era una carretera comarcal que discurre entre las localidades de Salamanca y Coria (Cáceres) . Pertenecía a la Red de Carreteras Comarcales del Ministerio de Obras Públicas y Urbanismo. Hasta mediada la década de 1970, la C-512 discurría por La Alberca al encontrarse sin asfaltar un tramo en Sotoserrano; desde entonces la carretera fue desviada por Linares de Riofrío hasta su extinción. El 19 de mayo de 1984, el Gobierno transfirió la parte de la carretera que discurría por Extremadura a la Junta de Extremadura, y 4 días después, hizo lo propio transfiriendo a la Junta de Castilla y León el resto de la carretera. Esto formaba parte del programa político del Gobierno de la época, que se basaba en la transferencia a las distintas administraciones regionales de las carreteras comarcales.
Pese al cambio de gestión, la carretera conservó su nomenclatura tradicional hasta 1997, cuando Extremadura renombró como EX-204 la totalidad del tramo que gestionaba. En Castilla y León, su gobierno regional no sustituyó la nomenclatura hasta 2002; desde entonces, la C-512 está dividida en 4 carreteras diferentes: CL-512 (Salamanca-Vecinos), SA-205 (Vecinos-Santibáñez de la Sierra), SA-220 (Santibáñez de la Sierra-Miranda del Castañar) y SA-225 (Miranda del Castañar-L. A. Extremadura).

## Actualidad
Actualmente esta vía está dividida en las siguientes carreteras:
- CL-512  que corresponde con el tramo que va de Salamanca a Vecinos.
- SA-205  que corresponde con el tramo que va de Vecinos a Santibáñez de la Sierra.
- SA-220  que corresponde con el tramo que va de Santibáñez de la Sierra a Miranda del Castañar
- SA-225  que corresponde con el tramo que va de Miranda del Castañar a L. P. Cáceres.
- EX-204  que corresponde con el tramo que va de L. P. Salamanca a Guijo de Coria.
- CC-155  que corresponde con el tramo que va de Guijo de Coria a Coria.